# Nemapogon granella
La falsa tignola del grano (Nemapogon granella (Linnaeus, 1758)) è un lepidottero appartenente alla famiglia Tineidae.

## Descrizione

### Adulto
Il corpo è lungo 5 millimetri, mentre l'apertura alare è tra i 10 e i 15 millimetri. Le ali anteriori sono chiare con macchie scure, quelle posteriori sono grigiastre.

### Larva
Allo stato maturo, le larve di N. granella hanno una lunghezza che va dai 7 ai 10 millimetri.

## Biologia

### Comportamento

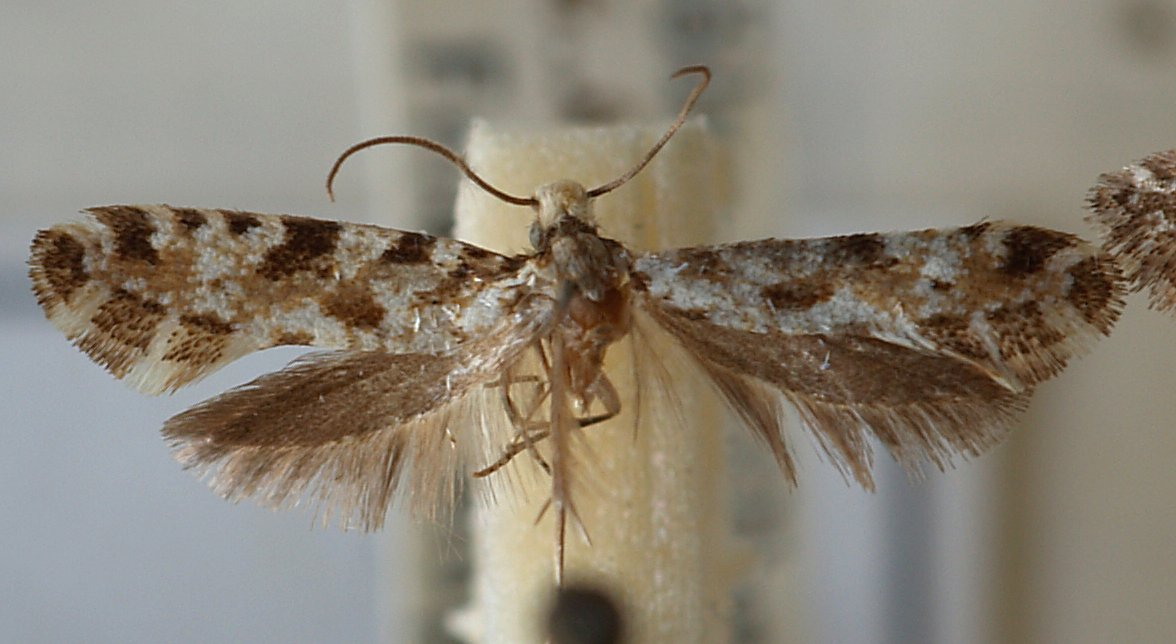
Esemplare adulto visto dall'alto.

La N. granella presenta abitudini crepuscolari. Le femmine depongono tra 100 e 250 uova per volta, ponendole sulle sostanze che serviranno da alimento alle larve; queste, dopo la schiusa, penetrano superficialmente nella sostanza ospite, se ne nutrono e la intaccano con la bava che secernono. In seguito, le larve si spostano in rifugi asciutti dove maturare, per esempio nelle fessure tra le mattonelle.
Tra le sostanze attaccate, la N. granella dimostra una preferenza per le cariossidi dei cereali; difatti, la si trova spesso nei mulini o nei magazzini.

### Alimentazione
Si nutre a spese di alimenti a lunga conservazione di vario genere (cereali, biscotti, farina, carne secca, noci, spezie, frutta secca, etc.) e prodotti in fase di stagionatura (salumi, formaggi).

### Parassiti
N. granella ha due antagonisti naturali, l'imenottero Nemeritis caudatula e l'acaro Pyemotes ventricosus.

### Danni
Perfora in profondità gli alimenti causando modificazioni chimiche ed organolettiche; favorisce, inoltre, la formazione di muffe.

I danni sono particolarmente gravi per prodotti quali salumi e formaggi, che subiscono una significativa perdita di qualità.

### Metodi di lotta
Questa specie può essere controllata grazie a fumigazioni con sostanze varie; la scelta di queste dipende dal tipo di magazzino e dal tipo di alimenti conservati. Alcuni alimenti, come i biscotti, possono essere disinfestati tenendoli per alcune ore ad una temperatura di 55-60 gradi.
Un altro accorgimento importante è la disinfestazione preventiva dei locali in cui conservare le derrate alimentari.

## Distribuzione e habitat
Abita nelle zone a clima temperato; è abbastanza diffusa nel Nord Italia.